# Alois C. Knoll

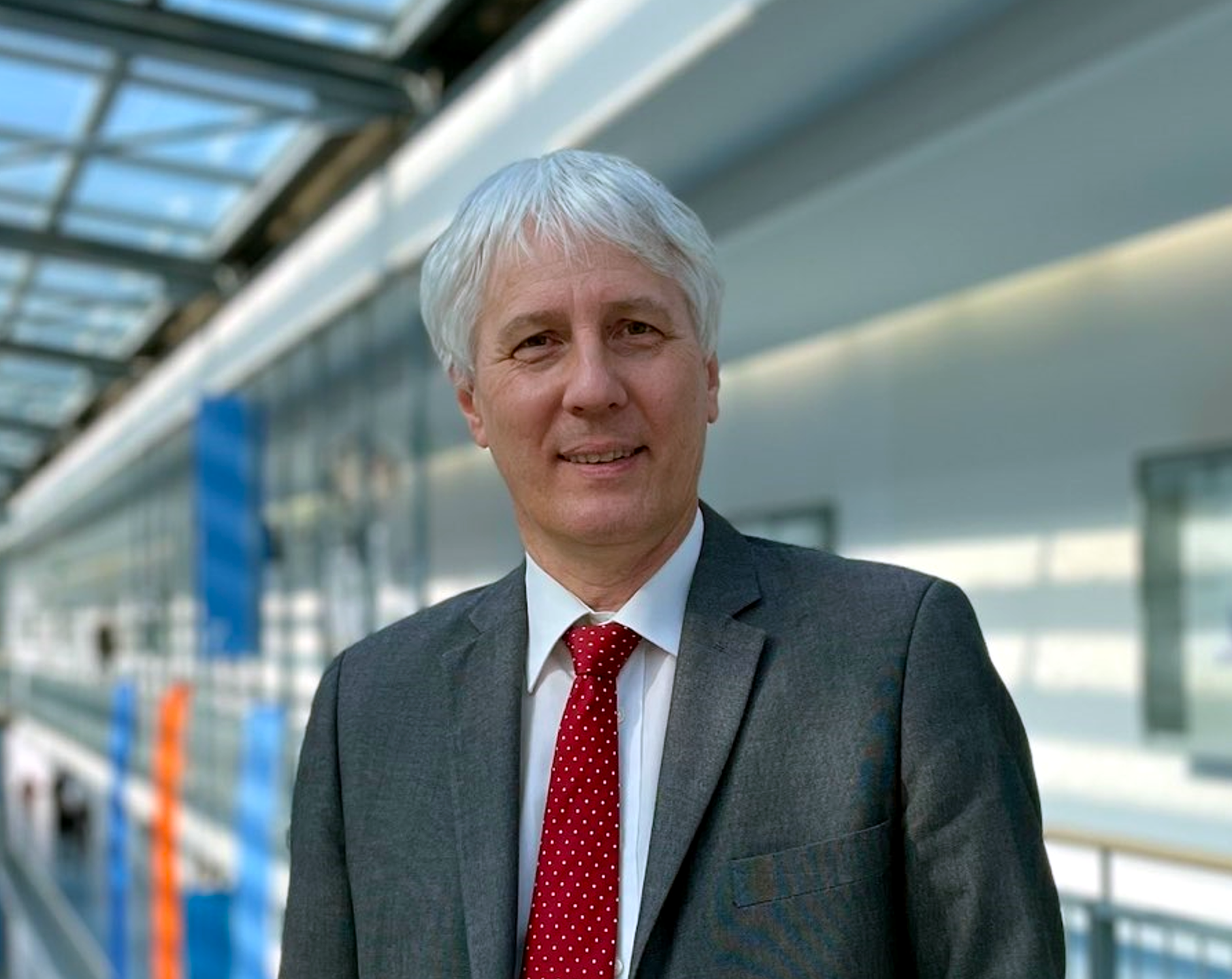
Alois C. Knoll (2021)

Alois Christian Knoll (* 19. März 1961 in Stuttgart) ist ein deutscher Informatiker und Professor an der TUM School of Computation, Information and Technology (ehemals Fakultät für Informatik) der Technischen Universität München (TUM). Er ist Leiter des Lehrstuhls für Robotik, Künstliche Intelligenz und Echtzeitsysteme.

## Leben
Alois C. Knoll erhielt 1985 das Diplom in Elektrotechnik/Nachrichtentechnik von der Universität Stuttgart. 1988 wurde er mit summa cum laude an der Technischen Universität Berlin promoviert. Von 1985 bis 1993 war er Mitglied des Fachbereichs 20 der TU Berlin und erhielt 1993 die Habilitation in Informatik. Anschließend wurde er zum Professor an die Universität Bielefeld berufen und war dort bis 2001 Direktor der Arbeitsgruppe (Lehrstuhl) Technische Informatik bis 2001. Zwischen 2001 und 2004 war er zudem Mitglied des Leitungskreises des Fraunhofer-Instituts für Autonome Intelligente Systeme FhG-AIS. In der dort von ihm geleiteten Robotik-Arbeitsgruppe für Roboter und Roboter-Bausätze für Ausbildungszwecke wurde 2002 das Programm „Roberta“ gestartet, das ursprünglich vorgesehen war, um Mädchen an die Robotik heranzuführen. Ebenfalls dort wurden Vorläufer des Roboters Robotino konzipiert, der seit 2006 von Festo-didactic gebaut und stetig weiterentwickelt wird.
Seit 2001 ist er Professor an der Fakultät für Informatik der Technischen Universität München, welche am 1. Oktober 2022 in der TUM School of Computation, Information and Technology (CIT) aufging.
2009 war er Mitgründer und fortan bis 2018 wissenschaftlicher Direktor des Landesforschungsinstitut des Freistaats Bayern für softwareintensive Systeme fortiss. Von 2011 bis 2021 war er Program Principal Investigator bei TUMCREATE in Singapur und Leiter der Arbeitsgruppe Area Interlinking Design Analysis. Zwischen 2017 und 2021 war er Visiting Professor an der School of Computer Science and Engineering der Nanyang Technological University in Singapur.
Zwischen 2007 und 2009 war er Mitglied des höchsten Informatik-Beratungsgremium der EU, der ISTAG Information Society Technologies Advisory Group, und eingebunden in die Konzeption der EU-Flaggschiff-Projekte innerhalb des EU-Programms FET – Future and Emerging Technologies. Er ist Mitautor des konstituierenden FET-Flaggschiff-Berichts. Seit Von 2013 bis 2023 leitete er das Teilprojekt Neurorobotik des europäischen FET-Flaggschiff-Projekts Human Brain Project.
Von 2019 bis 2020 war er zudem Chief Digital Officer bei Siemens Mobility Intelligent Traffic Systems ITS, heute Yunex GmbH.
Sein Forschungsgebiet umfasst kognitive, sensorbasierte Roboter, Multisensordatenfusion, autonome Systeme, Entwicklung eingebetteter Systeme, jeweils in den Anwendungsbereichen Automobil, Produktion, Medizin und intelligente Verkehrssysteme. In diesen Feldern hat er über 1000 wissenschaftliche Arbeiten veröffentlicht und ist als Editor für internationale wissenschaftliche Zeitschriften und Organisator von Konferenzen tätig, unter anderem als Chief Editor bei der Fachzeitschrift „Frontiers in Neurorobotics“.
Er begründete die Konferenzreihe „Humanoids“ des IEEE und war Vorsitzender des Programmkomitees der Humanoids2000. 2015 war er Programme Chair der „International Conference on Robots and Intelligent Systems (IROS)“ des IEEE in Hamburg. Er war ferner an der Gründung der Konferenzreihe „Cyborgs and Bionic Systems (CBS)“ des IEEE beteiligt und hielt die erste Keynote dieser Reihe auf der CBS 2017, war General Chair der CBS 2019 in München und ist Gründungsmitglied es IEEE Technical Committee for Cyborg & Bionic Systems.
Alois Knoll hat eine große Zahl von Doktoranden und Habilitanden betreut und zum Abschluss geführt. Aus seinem Wirkungskreis sind außerdem mehrere Absolventen unmittelbar oder über weitere Stationen zu Professoren geworden, u. a. Guang Chen, Jianwei Zhang, Manuel Giuliani, Florian Röhrbein. Wesentlicher Teil seiner Aktivitäten auf dem Gebiet der Lehre war der Aufbau des Master-Studiengangs „Robotics, Cognition and Intelligence“ seit 2010. Im ersten Jahr mit einer einstelligen Studentenzahl gestartet, wurde er zum zweitgrößten Studiengang der ehemaligen Fakultät für Informatik der TUM. Er begründete 2008 zusammen mit Klaus Kuhn die „Graduate School for Information Science in Health“ und leitete diese, bis sie in das „Munich Institute of Biomedical Engineering“ überführt wurde.
Er hat an einer Vielzahl nationaler und internationaler wissenschaftlicher Großprojekte mitgewirkt, sowohl als Partner, wie auch als Koordinator für unterschiedliche Fördergeber (in Auswahl: Europäische Union, Deutsche Forschungsgemeinschaft, NRF Singapur, Bundesministerium für Wirtschaft und Energie, Bundesministerium für Bildung und Forschung, Bundesministerium für Verkehr und digitale Infrastruktur, und Deutscher Akademischer Austauschdienst).
Alois Knoll ist Träger des Carl-Ramsauer-Preises, Fellow der Universität Tokio und IEEE Fellow.

## Veröffentlichungen (Auswahl)
- Alois Knoll, Christian Buckl, Karl-Josef Kuhn, Gernot Spiegelberg: The RACE Project: an Informatics-Driven Greenfield Approach to Future E/E-Architectures for Cars. In: Automotive Systems and Software Engineering. 2019, S. 171 bis 195.
- Zhenshan Bing, Claus Meschede, Florian Röhrbein, Kai Huang, Alois Knoll: A Survey of Robotics Control Based on Learning-Inspired Spiking Neural Networks. In: Frontiers in Neurorobotics. Band 12, 2018, S. 1 bis 22.
- Guang Chen, Zhenshan Bing, Florian Röhrbein, Jörg Conradt, Kai Huang, Long Cheng, Zhuangyi Jiang, Alois Knoll: Toward Brain-inspired Learning with the Neuromorphic Snake-like Robot and the Neurorobotic Platform. In: IEEE Transactions on Cognitive and Developmental Systems. 2019, S. 1 bis 12.
- Alois Knoll, Marc-Oliver Gewaltig: Neurorobotics: a strategic pillar of the human brain project. In: Supp. Brain-inspired intelligent robotics: the intersection of robotics and neuroscience sciences, Science. Vol. 354, Nr. 6318, 2016, S. 1445 bis 1445.
- Caixia Cai, Nikhil Somani, Alois Knoll: Orthogonal Image Features for Visual Servoing of a 6-DOF Manipulator with Uncalibrated Stereo Cameras. In: IEEE Transactions on Robotics. Vol. 32, 2016, S. 452 bis 461.
- Alexey Natekin, Alois Knoll: Gradient Boosting Machines, A Tutorial. In: Frontiers in Neurorobotics. Band 7, Nr. 21, 2013, S. 1 bis 21.
- Alois Knoll, Hermann Mayer, Christoph Staub, Robert Bauernschmitt: Selective automation and skill transfer in medical robotics: a demonstration on surgical knot tying. In: International Journal of Medical Robotics and Computer Assisted Surgery. Vol. 8, 2012, S. 384 bis 397.
- Giorgio Panin, Alois Knoll: Mutual Information-Based 3D Object Tracking. In: International Journal of Computer Vision, 78(1). 2008, S. 107 bis 118.
- Alois Knoll, Torsten Scherer, Iris Poggendorf, Dirk Lütkemeyer, Jürgen Lehmann: Flexible Automation of Cell Culture and Tissue Engineering Tasks. In: Biotechnology Progress. Band 20, Nr. 6, 2004, S. 1825 bis 1835.
- Jianwei Zhang, Alois Knoll: A two-arm situated artificial communicator for human-robot cooperative assembly. In: IEEE Transactions on Industrial Electronics. Vol. 50, Nr. 4, 2003, S. 651 bis 658.
- Alois Knoll: Distributed contract networks of sensor agents with adaptive reconfiguration – modelling, simulation, implementation. In: Journal of the Franklin Institute, Elsevier Science. Vol. 338, 2001, S. 669 bis 705.